# Chelsea Tower (Dubaj)
Chelsea Tower – budynek znajdujący się przy Sheik Zayed Road w Dubaju w Zjednoczonych Emiratach Arabskich. Wieżowiec był piąty pod względem wysokości w Dubaju w momencie zakończenia budowy w 2005 roku i mierzy 250 m. Zwieńczony jest 40-metrową iglicą.